# 小布镇
小布镇，是中华人民共和国江西省赣州市宁都县下辖的一个乡镇级行政单位。

## 行政区划
小布镇下辖以下地区：
新街社区、小布村、上潮村、树陂村、陂下村、大土楼村、横照村、木坑村、湖家边村和徐会村。